# シュガー・ベイビー・ラヴ
「シュガー・ベイビー・ラヴ」（Sugar Baby Love）は、イングランドのバンドグループルベッツのデビュー曲である。1974年1月に発売された。このシングルはイギリス、スイスおよびドイツのヒットチャートで1位を記録した。日本での発売元はポリドール株式会社（ポリドール・レコード。現・ユニバーサル ミュージック合同会社）。

## レコーディングの詳細
1973年、ロンドンのホランドパーク、ランズダウン・スタジオにてウェイン・ビッカートンがデモテープを録音するために集めた6人のミュージシャンが演奏をしていくうちにミュージシャン達はこの曲(シュガー・ベイビー・ラヴ)を気に入り、ぜひ俺たちにやらせてくれないかとプロデューサーのウェインに申し出た。プロデューサーはOKを出す。レコーディングが行われレコードになるわけだが、ボーカルを担当したポール・ダ・ヴィンチが脱退してしまう。そこで、ウェインはボーカルを探して再レコーディングするのではなく、ポールのリードボーカルを採用し、1974年、1月にリリース。ポールの高音で世界中で800万枚を売り上げる。
ただし、後の正式デビューメンバーで、ボーカルを担当するアラン・ウィリアムスだが、この曲でメインボーカルではないがバックコーラスとして参加した。

## レコーディングメンバー
- ポール・ダ・ヴィンチ（ボーカル）
- アラン・ウィリアムス　(コーラスのみ)
- ミック・クラーク（エレクトリックベース）
- トニー・ソープ（エレキギター）
- ジョン・リチャードソン（ドラム）
- ビル・ハード（ピアノ）
- ピーター・アーニセン（ピアノ）

## Sugar Baby Love (Remix 87) Extended Version
1987年にSugar Baby Love (Remix 87) Extended Versionの12インチ盤と7インチ盤がポリドールから発売された。再生時間、6分47秒。B面には(Under One Roof (New Version))が収録されている。
このレコードでは、オリジナルのシングル盤でフェードアウトしていくところが、そのままフェードアウトせず続くため、その後の部分も試聴が可能。
だが、日本での購入は困難。

## リメイク・カバー
シュガー・ベイビー・ラヴは多くのアーティストによりリメイク・カバーされている。
- デイヴ (w:Dave (singer))
- 布袋寅泰 - 「GUITARHYTHM III」（アナログ盤）及び「GUITARHYTHM WILD」「MODERN TIMES ROCK'N'ROLL」収録。
- Wink - Sugar Baby Loveを参照。
- 石田燿子 - Sugar Baby Love/Snow flowerを参照。
- キャンディーズ - アルバム「なみだの季節」収録。山上路夫による日本語詞でのカバー。
- Tops - アルバム「VEHICLE」収録。
- レディオサイエンス - シングル「Waiting for Silence」収録。
- LES BLUE BELLES  - イタリアのTIME RECORDSがリリース。日本では「ユーロビート・ファンタジーVOL.12」「スーパー・ユーロビートVOL.6（1994年発売版）」他に収録。
- Mon thys 1974年にリリース。ドイツ語でのカバー

## その他
フジテレビのドラマ『WATER BOYS』と『WATER BOYS2』で挿入歌及びシンクロの曲として使われた。
このほか、2014年5月よりKDDIの『au WALLET』のCMソングとして使用されていた。また、2017年9月現在はY!mobileのCMとして使われている。なお、佐野元春や伊勢谷友介らが出演していたアサヒビール「アサヒ本生アクアブルー」CMで2003年から2008年まで使用されたものはカバーで、CM用として製作（編曲：川嶋可能）された。